# Nadia Schaus
Nadia Caterina Schaus (Buenos Aires, 4 de febrero de 1996) es una deportista argentina que compitió en atletismo adaptado, especialista en las competencias de 100 y 200 metros planos.
Formó parte del conjunto femenino de deportistas argentinas que asistió a los Juegos Paralímpicos de Londres 2012 donde no recibió medalla. Por otro lado, y a nivel continental, participó en los Juegos Parapanamericanos de 2011 en Guadalajara donde alcanzó dos medallas de oro en sus especialidades dentro de la categoría T36 y superó la plusmarca panamericana en los 200 m planos con un tiempo de 32s45.